# Halvädelsten

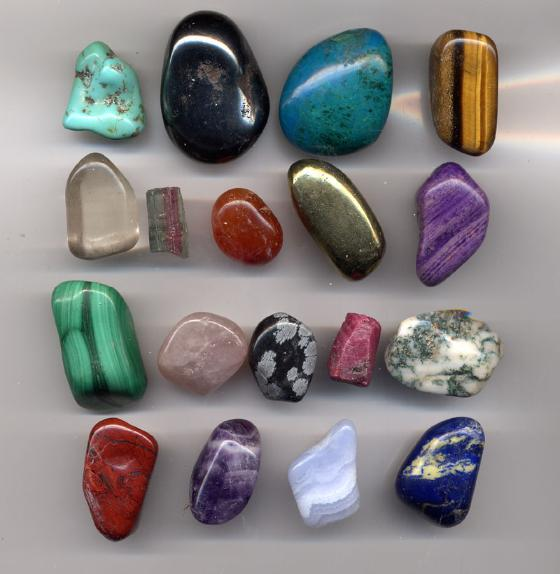
Trumlade stenar

Halvädelstenar är en äldre term för mineral, bergarter och andra stenar som inte är så sällsynta som "äkta ädelstenar" men ändå har ett dekorativt värde som smycken eller prydnadsföremål. Någon exakt avgränsning mellan ädelstenar och halvädelstenar finns inte, och såväl geologer som gemmologer anser därför att även halvädelstenar ska kallas ädelstenar.

## Exempel på halvädelstenar
Bland de stenar som har betecknats halvädelstenar kan nämnas:
- Agat
- Amazonsten
- Ametist
- Aventurin
- Bergkristall
- Bärnsten
- Citrin
- Fluorit
- Granater
- Hematit
- Jade
- Jaspis
- Karneol
- Lapis lazuli
- Malakit
- Mjölkkvarts
- Obsidian
- Olivin
- Onyx
- Rosenkvarts
- Rökkvarts
- Serpentin
- Sodalit
- Turkos
- Turmalin